# Elektrogastrografie
Elektrogastrografie (EGG) is een techniek om de elektrische activiteit van de maag of darmen te meten. Dit signaal wordt weergegeven in een Elektrogastrogram, dat de peristaltiek van de maag of darmen in kaart brengt. De oorsprong van dit signaal zijn de interstitiële cellen van Cajal (ICC) die als pacemaker fungeren om een elektrische golf met een reguliere frequentie te genereren.

## Elektrogastrografie meten
Net als het elektrocardiogram, kan het EGG worden gemeten door elektrodes op de (geprepareerde) huid te plaatsen. In een binaire opstelling wordt de eerste sensor wordt doorgaans halverwege de navel en het zwaardvormig aanhangsel (Engels: "xiphoid process") geplaats, een tweede sensor ~6 cm (patiënt)links daarvan, en een referentiesensor (patiënt)rechts van de eerste sensor. Een vier-sensor opstelling kan ook worden gebruikt, met extra sensoren op de huid over waar de maag is, en een referentiesensor op de huid boven het zwaardvormig aanhangsel.
De amplitude van het EGG-signaal is doorgaans 50-500 μV, en moet dus versterkt worden. Omdat het EGG een langzaam signaal is, moet de meetperiode relatief lang zijn (30 minuten) en moeten langzamere (<0.0083 Hz) en snellere (>1 Hz) signalen gefilterd worden. Idealiter ligt de proefpersoon, of leunt deze naar achteren, en wordt beweging zoveel mogelijk vermeden om verstoring van het EGG-signaal te voorkomen.

## Elektrogastrografie analyseren
De relevante frequenties in het EGG liggen in drie banden tussen 0,0083 en 0,15 Hz, ofwel 0,5-9,0 herhalingen per minuut (Engels: "cycles per minute", cpm). Deze banden zijn bradygastrisch (0.5 tot ~2 cpm), normogastrisch (~2 tot ~4 cpm), en tachygastrisch (~4 tot ~9 cpm); hoewel precieze definities enigszins kunnen verschillen.
Om de relevante banden te isoleren wordt een bandpass filter toegepast, gevolgd door een Hamming window. Daarna kan een fast Fourier transform gedaan worden om de signaalsterkte per frequentie te berekenen. Als er gemeten is met meerdere sensoren wordt soms het "beste" signaal gekozen , en soms een ruisverminderend algoritme toegepast om signalen te combineren.

## Klinische toepassingen
De aandoening dyspepsie is gepaard met afwijkingen in het EGG-signaal die bestaan uit een vermindering van normogastrische golven en een vermeerdering van brady- en tachygastrische golven. Syndromen van misselijkheid en overgeven gaan ook vaak gepaard met afwijkende EGG-signalen, met name een vermindering van normogastrische en een vermeerdering van bradygastrische perioden tijdens vasten en een vermeerdering van tachygastrische perioden na het eten.

## Gebruik in onderzoek
Naast klinische diagnostiek wordt Elektrogastrografie gebruikt in wetenschappelijk onderzoek, bijvoorbeeld in de neurowetenschap en psychologie. Enkele voorbeelden worden hieronder beschreven.

### Elektrogastrografie en de hersenen
Het EGG-signaal hangt samen met fluctuaties in hersensignalen. Met behulp van functionele kernspintomografie (Engels: functional magnetic resonance imaging, fMRI) is een netwerk van hersengebieden in kaart gebracht waarin fluctuaties in activiteit samenhangen met het EEG-signaal. Gebieden in dit netwerk zijn de primaire en secundaire somatosensorische cortex, de precuneus, en dorsale en ventrale delen van de occipitale kwab. Met magnetoencephalografie werd aangetoond dat met name het alpha ritme (~10 Hz) in de anterieure insula en occipito-parietale gebieden samenhangt met EGG.

### Psychologische toepassingen
Het maagritme is relevant voor de emotie van walging, welke het EGG in een staat van "proto-nausea" kan brengen. Deze afwijking van het reguliere ritme van de maag wordt gekenmerkt door een verminderde contributie van golven in de normogastrische band, en een verhoogde contributie van brady- en tachygastrische signalen.